# 玉城康四郎
玉城 康四郎（たまき こうしろう、1915年7月29日 - 1999年1月14日）は、日本の仏教学者。東京大学名誉教授。世界各地の宗教を研究した。

## 経歴
熊本県熊本市の浄土真宗の門徒の家に生まれ、熊本中学校卒。高校時代から禅、真宗の師につく。1936年第五高等学校（現・熊本大学）卒、1940年東京帝国大学文学部印度哲学科卒業、大学院に進む。1942年10月召集を受け、敗戦を迎えて熊本の専門学校で教えたあと、1951年再上京し大学院に復帰。
1954年東洋大学文学部勤務。1959年「天台実相観における心の捉え方の問題」で東京大学より文学博士の学位を取得。同年東京大学文学部印度哲学科助教授、1964年教授、1976年定年退官、名誉教授、東北大学教授。1979年日本大学教授、1986年定年退任。1987年春、勲三等瑞宝章受勲。

## 著書
- 『心把捉の展開―天台実相観を中心として』山喜房佛書林 1961
- 『宗教と人生』春秋社 1967、新版2004
- 『冥想と経験』春秋社 1973、新版2004
- 『信仰の実証』百華苑 1974
- 『盤珪禅師 法語・説法』講談社、（日本の禅語録 16）1981、（禅入門9）1994

新編版「盤珪禅師法語」講談社（禅の古典8）1982
- 『仏教の根底にあるもの』講談社 1982、講談社学術文庫 1986
- 『東西思想の根底にあるもの』講談社 1983、講談社学術文庫 2001
- 『仏教の思想』法蔵館 1985
- 『比較思想論究』講談社 1985
- 『新しい仏教の探求』大蔵出版 1990
- 『華厳入門』春秋社 1992、新版2003、「スタディーズ 華厳」2018
- 『生命とは何か』法蔵館 1993
- 『正法眼蔵』上下（佛典講座37）大蔵出版 1993
- 『現代語訳 正法眼蔵』全6巻 大蔵出版 1994
- 『ダンマの顕現』大蔵出版 1995
- 『脳幹と解脱』哲学書房 1996
- 『道元』春秋社 1996
- 『無量寿経 永遠のいのち』大蔵出版 1996
- 『仏教を貫くもの』大蔵出版 1997
- 『仏道探究』春秋社 1999
- 『悟りと解脱』法蔵館 1999、法蔵館文庫 2021

### 論文
- CiNii>玉城康四郎
- INBUDS>玉城康四郎